# Campionati europei under 21 di tennis tavolo 2020
I Campionati europei under 21 di tennis tavolo 2020 sono stati la 4ª edizione della competizione giovanile europea di tennis tavolo. Si sono svolti 4 all'8 marzo 2020 al Varaždin Arena di Varaždin , in Croazia.

## Podi
| Competizioni        | Oro                           | Argento                              | Bronzo                         |
| ------------------- | ----------------------------- | ------------------------------------ | ------------------------------ |
| Singolare maschile  | Vladimir Sidorenko            | Rareş Şipoş                          | Andrei Putuntica               |
| Singolare maschile  | Vladimir Sidorenko            | Rareş Şipoş                          | Laurens Devos                  |
| Singolare femminile | Prithika Pavade               | Andreea Dragoman                     | Adina Diaconu                  |
| Singolare femminile | Prithika Pavade               | Andreea Dragoman                     | Christina Källberg             |
| Doppio maschile     | Cristian Pletea Rareş Şipoş   | Andrei Putuntica Jiri Martinko       | Irvin Bertrand Leo De Nodrest  |
| Doppio maschile     | Cristian Pletea Rareş Şipoş   | Andrei Putuntica Jiri Martinko       | Florian Cnudde Laurens Devos   |
| Doppio femminile    | Leili Mostafavi Nolwenn Fort  | Mariia Tailakova Kristina Kazantseva | Anna Wegrzyn Katarzyna Wegrzyn |
| Doppio femminile    | Leili Mostafavi Nolwenn Fort  | Mariia Tailakova Kristina Kazantseva | Adina Diaconu Andreea Dragoman |
| Doppio misto        | Cristian Pletea Adina Diaconu | Bastien Rembert Nolwenn Fort         | Irvin Bertrand Leili Mostafavi |
| Doppio misto        | Cristian Pletea Adina Diaconu | Bastien Rembert Nolwenn Fort         | Laurens Devos Lisa Lung        |

## Medagliere
| Posiz. | Nazione   | Oro | Argento | Bronzo | Totale |
| ------ | --------- | --- | ------- | ------ | ------ |
| 1      | Romania   | 2   | 2       | 2      | 6      |
| 2      | Francia   | 2   | 1       | 2      | 5      |
| 3      | Russia    | 1   | 1       | 0      | 2      |
| 4      | Moldavia  | 0   | 0.5     | 1      | 1.5    |
| 5      | Rep. Ceca | 0   | 0.5     | 0      | 0.5    |
| 6      | Belgio    | 0   | 0       | 3      | 3      |
| 7      | Polonia   | 0   | 0       | 1      | 1      |
| 7      | Svezia    | 0   | 0       | 1      | 1      |
| Totale | Totale    | 5   | 5       | 10     | 20     |